# Eagles (série de televisão)
Eagles é uma série de televisão sueca de drama adolescente criada por Stefan H. Lidén. A série foi produzida pela New Stories para SVT e estreou em 9 de março de 2019 na SVT Play .
A série foi renovada para uma segunda temporada pela SVT, com estreia prevista para 2020.

## Sinopse
A influente Felicia e o seu irmão talento do hóquei Elias, filhos do ex-astro da NHL Mats Kroon, mudam-se de Boston para a cidade natal de Oskarshamn. Uma mudança para casa que não é completamente descomplicada quando as hierarquias prevalecentes na escola e nos times de hóquei são desafiadas com a chegada dos irmãos. Eagles é uma série sobre quatro jovens em uma pequena cidade sueca onde o amor, a rivalidade e a amizade são intercalados com esforço duro, hóquei e sonhos de um futuro diferente.

## Elenco
- Alva Bratt como Felicia Kroon
- Adrian Öjvindsson como Ludvig Johnsson
- Edvard Olsson como Elias Kroon
- Yandeh Sallah como Amie Samuelsson
- Sarah Gustafsson como Klara Ceder
- Per Lasson como Mats Kroon
- Charlotta Jonsson como Leila Kroon
- Albin Grenholm como Jens
- Anna Sise como Petra Samuelsson
- David Lindgren como Adam Molin

## Episódios
| Número | Título (Tradução livre)       | Duração | Estreia             |
| ------ | ----------------------------- | ------- | ------------------- |
| 1      | "Homecoming (Bem vindo)"      | 22 min  | 9 de março de 2019  |
| 2      | "First Kiss (Primeiro beijo)" | 18 min  | 9 de março de 2019  |
| 3      | "Sunday (Domingo)"            | 20 min  | 9 de março de 2019  |
| 4      | "Sleepover (Noitada)"         | 19 min  | 17 de março de 2019 |
| 5      | "Audition (Audição)"          | 22 min  | 17 de março de 2019 |
| 6      | "Haloween (Dia das bruxas)"   | 17 min  | 24 de março de 2019 |
| 7      | "Road Trip (Viagem)"          | 21 min  | 31 de março de 2019 |
| 8      | "Lucia (Lucia)"               | 22 min  | 7 de abril de 2019  |

## Produção
A série é criada por Stefan H. Lindén com roteiro de Anton Nyberg, Michaela Hamilton e Fanny Ekstrand . A primeira temporada é dirigida por Amanda Adolfsson . A série foi gravada em Oskarshamn, Karlskrona e Estocolmo no outono de 2018. A série acabou sentindo o impacto dos remakes da série norueguesa Skam, ao ter sido tida como uma versão sueca da série, O que foi negado por Stefan "Nós absolutamente não queremos ser como Skam" disse ele. Em abril de 2019 a série foi renovada para uma segunda temporada, e segundo o criador, terá suas filmagens iniciadas durante o outono.